# Лал, Рагхбир
Рагхбир Лал Шарма (англ. Raghbir Lal Sharma; 15 ноября 1929, Равалпинди, Британская Индия — 7 апреля 2025) — индийский хоккеист на траве, нападающий. Двукратный олимпийский чемпион 1952 и 1956 годов.

## Биография
Рагхбир Лал родился 15 ноября 1929 года в городе Равалпинди в Британской Индии (сейчас в Пакистане).
Получил высшее образование, окончив факультет естественных наук. Играл за вузовскую команду по хоккею на траве.
Играл в хоккей на траве за Пенджаб. С 1955 года играл в Новой Зеландии.
В 1952 году вошёл в состав сборной Индии по хоккею на траве на летних Олимпийских играх в Хельсинки и завоевал золотую медаль. Играл на позиции нападающего, провёл 3 матча, забил 1 мяч в ворота сборной Австрии.
В 1954 году участвовал в турне сборной Индии по Британской Малайе.
В 1956 году вошёл в состав сборной Индии по хоккею на траве на летних Олимпийских играх в Мельбурне и завоевал золотую медаль. Играл на позиции нападающего, провёл 2 матча, мячей не забивал.
Работал в полиции Пенджаба.
Умер 7 апреля 2025 года в возрасте 95 лет.